# Togói labdarúgó-szövetség
A togói labdarúgó-szövetség (franciául: Fédération Togolaise de Football, rövidítve FTF) Togo nemzeti labdarúgó-szövetsége. A szövetség szervezi az ország labdarúgótornáit, és működteti a Togói labdarúgó-válogatottat. 1960-ban alapították, 1962-től a FIFA, 1963-tól a CAF tagja.

## Külső hivatkozások
- Hivatalos honlap
- Togo Archiválva 2013. július 15-i dátummal a Wayback Machine-ben a FIFA honlapján
- Togo a CAF honlapján